# Hospital Real de Todos os Santos

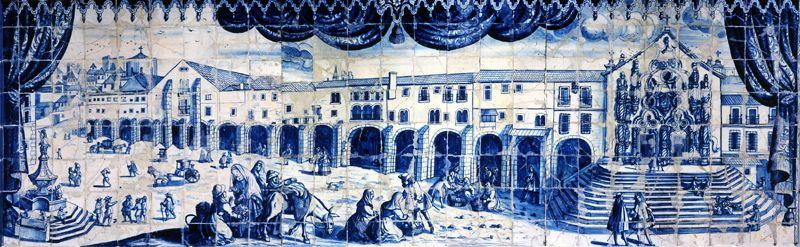
Panel de azulejos mostrando la fachada del Hospital Real de Todos os Santos, c. 1740, Museu da Cidade (Lisboa)

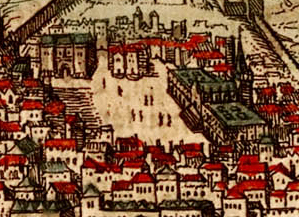
La Rossio, en un grabado del, con el Hospital Real de Todos os Santos a la derecha.

El Hospital Real de Todos os Santos, también llamado Hospital Grande, Hospital de Todos os Santos, Hospital Grande de Todos os Santos u Hospital Real, fue el principal hospital público de Lisboa, Portugal entre 1492 y 1755 y el mayor de Europa en su género. Fue un notable edificio de estilo manuelino que quedó destruido durante el terremoto que asoló Lisboa en 1755. También fue conocido verdaderamente como Hospital dos Pobres.

## Construcción
En 1492, tras una bula papal promulgada por Sixto IV se inicia la construcción del edificio durante el reinado de Juan II. La intención del rey era concentrar la actividad, la gestión y los ingresos de los pequeños hospitales locales en un gran hospital general. Asimismo se crearon hospitales centrales en Coímbra (1508), Évora (1515) y Braga (1520).
Era un edificio de gran tamaño, de tres pisos con soportales y contrafuertes, y distribuido en varias alas cuadradas con patios edificadas en torno a la capilla. La entrada a ésta formaba la parte central y más monumental de la fachada, con una gran escalinata y magníficamente esculpida en estilo manuelino y una gran torre en el extremo oriental de la nave.

## Organización y gestión del hospital
Las normas del hospital fueron dictadas por Manuel I en 1504 siguiendo como modelo las normas de los hospitales de Florencia y Siena, con tres enfermerías en el piso superior, estando la planta baja reservada al personal del hospital, unas 50 personas, muchas de las cuales vivían en el edificio. El piso primero albergaba el refectorio, la farmacia y dependencias para niños expósitos, mendigos y enfermos mentales.
En su origen se estima que el hospital podía atender a unos 250 enfermos, si bien las instalaciones se ampliaron mucho en el siglo XVIII hasta tener doce enfermerías. Era la institución sanitaria más grande de Lisboa y un importante centro de estudio médico.
Tras su fundación fue administrado por un proveedor nombrado por el rey, pero desde 1564 lo gestionó la Irmandade da Misericordia, orden establecida en 1498.

## El terremoto de 1755
El 1 de noviembre de 1755, un devastador terremoto y el maremoto subsiguiente destruyeron la mayor parte de la ciudad de Lisboa. El hospital quedó gravemente dañado, con lo cual no pudo atender a los miles de heridos durante la catástrofe, siendo alojados en los conventos y palacios que quedaban en pie. El marqués de Pombal, primer ministro de José I, dirigió la rehabilitación de modo que el hospital pudo reabrir de nuevo rápidamente.
Sin embargo, pese a la intención inicial y debido a los graves daños y las dificultades financieras del gobierno, que se enfrentaba a la reedificación de la ciudad entera, el hospital no se reconstruyó, siendo sus funciones y personal transferidos al Colégio de Santo Antão, un colegio jesuita confiscado a la Compañía de Jesús tras su expulsión de Portugal en 1759. Éste fue renombrado como Hospital de São José, en homenaje a José I. Los restos del hospital de Todos los Santos fueron demolidos construyéndose la Praça da Figueira en su solar.